# Tacherting
Tacherting je obec v německé spolkové zemi Bavorsko, v zemském okrese Traunstein ve vládním obvodu Horní Bavorsko. Žije zde přibližně 5 800 obyvatel.

## Geografie

### Sousední obce
| Růžice kompasu | Taufkirchen | Engelsberg |                     | Růžice kompasu |
| Růžice kompasu | Schnaitsee  | Sever      | Feichten an der Alz | Růžice kompasu |
| Růžice kompasu | Schnaitsee  | Tacherting | Feichten an der Alz | Růžice kompasu |
| Růžice kompasu | Schnaitsee  | Jih        | Feichten an der Alz | Růžice kompasu |
| Růžice kompasu | Kienberg    |            | Trostberg           | Růžice kompasu |